# Bicyclus anisops
Bicyclus anisops je leptir iz porodice šarenaca. Pronađen je u istočnoj Nigeriji i zapadnom Kamerunu. Nastanjuje podplaninske šume iznad 1,300 metara nadmorske visine.

## Vanjske poveznice
|  | Zajednički poslužitelj ima još gradiva o temi Bicyclus anisops |